# Rhys ap Maredudd
Rhys ap Maredudd est un prince gallois mort le 2 juin 1292.
Issu de la maison de Dinefwr, son autorité est limitée à une petite partie de l'ancien royaume de Deheubarth, autour du château de Dryslwyn, comme vassal du roi anglais Édouard Ier. Après l'avoir soutenu dans sa conquête du pays de Galles, il se soulève contre lui en 1287-1288. Vaincu, il mène une existence de hors-la-loi pendant quelques années avant d'être capturé et livré à Édouard, qui le fait exécuter à York.

## Biographie

### Origines

Le pays de Galles en 1267.

Rhys ap Maredudd appartient à la maison de Dinefwr, la dynastie régnante du royaume de Deheubarth, dans le sud-ouest du pays de Galles. Il est le fils de Maredudd ap Rhys Gryg, le petit-fils de Rhys Gryg et l'arrière-petit-fils du « seigneur Rhys », Rhys ap Gruffydd. Son arrière-grand-père est le dernier souverain de tout le Deheubarth. Après sa mort, en 1197, ses nombreux fils se disputent son héritage et le royaume se fragmente en plusieurs domaines qui sont également en butte aux ambitions des barons anglo-normands.
À partir des années 1240, Maredudd ap Rhys Gryg tente d'imposer son autorité dans l'Ystrad Tywi en louvoyant entre le prince gallois Llywelyn ap Gruffydd, souverain du Gwynedd, et le roi d'Angleterre Henri III. Le traité de Montgomery, conclu entre les deux monarques en 1267, détermine que tous les princes gallois doivent rendre hommage à Llywelyn, à l'exception notable de Maredudd, vassal direct d'Henri. Il règne sur l'Ystrad Tywi depuis le château de Dryslwyn qui est probablement construit sur son ordre. Il épouse Isabelle, la fille du comte de Pembroke Guillaume le Maréchal.

### Le vassal

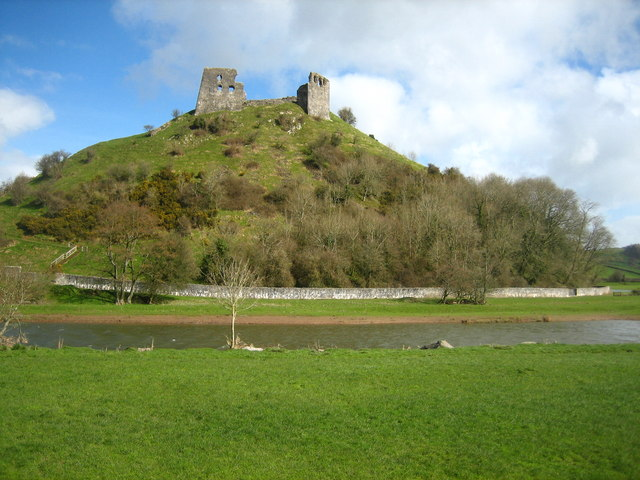
Le château de Dryslwyn, siège de Rhys ap Maredudd.

Rhys ap Maredudd, fils de Maredudd ap Rhys Gryg et d'Isabelle le Maréchal, hérite des domaines de son père à sa mort, le 27 juillet 1271. En avril 1277, il accepte de rendre hommage à Édouard Ier, fils et successeur d'Henri III. En échange, Édouard s'engage à lui remettre les quatre cymydau qui se trouvent alors entre les mains de son cousin Rhys Wyndod (de) et qui comprennent le château de Dinefwr, siège historique des rois du Deheubarth. Cependant, Rhys Wyndod rend à son tour hommage à Édouard quelques mois plus tard et le roi d'Angleterre n'a plus intérêt à le dépouiller au profit de Rhys ap Maredudd. Ce dernier est étroitement surveillé par les agents du roi, qui confie le château de Dinewfr à son lieutenant Payn Chaworth. Rhys doit se soumettre aux jugements des tribunaux anglais et perd notamment en 1281 une affaire contre John Giffard (en), seigneur de Builth et d'Iscennen (cy),.
Lorsque Édouard envahit le pays de Galles en 1282, Rhys ap Maredudd fait partie des rares chefs gallois qui lui restent fidèle et ne rejoignent pas le camp de Llywelyn ap Gruffydd. En récompense, le roi lui accorde les domaines de Rhys Wyndod, qui a rallié Llywelyn, ainsi que les cymydau de Mawbynion et Gwynionydd, dans le Ceredigion,. Il s'empresse de les occuper avant que le justiciar ne les lui remette officiellement, ce qui lui vaut l'inimitié d'Édouard, qui le fait arrêter. Il finit par récupérer ses gains en octobre 1283, mais doit renoncer au château de Dinewfr.

### Le rebelle
Rhys ap Maredudd se révolte contre Édouard Ier en 1287. Ses relations avec son suzerain se sont dégradées et il n'apprécie pas la rudesse dont fait preuve le justiciar Robert de Tiptoft (en) à son égard. En tant que seigneur du château de Newcastle Emlyn, il estime dépendre du tribunal du comté du Pembrokeshire et non de la juridiction du justiciar, refusant à plusieurs reprises de se présenter devant le tribunal de Carmarthen. Son incapacité à obtenir le château de Dinefwr contribue sans doute aussi à son mécontentement,.
Le 8 juin 1287, Rhys ap Maredudd s'empare du château de Llandovery, propriété de son rival John Giffard. Il prend ensuite le contrôle des châteaux de Dinefwr et Carreg Cennen et menace les villes de Swansea, Llanbadarn et Carmarthen. En l'absence du roi Édouard, qui se trouve en Gascogne, c'est son frère cadet, le comte Edmond de Cornouailles, qui dirige la riposte anglaise. Il élabore un plan selon lequel quatre armées doivent converger sur Carmarthen et parvient à lever plus de 10 000 hommes avec l'aide du justiciar Robert de Tiptoft et de Gilbert de Clare, comte de Gloucester et seigneur de Glamorgan. Edmond de Cornouailles arrive à Carmarthen le 8 août et vient assiéger Rhys ap Maredudd dans son château de Dryslwyn cinq jours plus tard, le 13.

Le château de Newcastle Emlyn, dernière place forte de Rhys.

Le siège de Dryslwyn dure trois semaines. Les Anglais tentent d'abord de percer une mine, mais le tunnel s'effondre en causant la mort de plusieurs chevaliers. Ils ont ensuite recours à un trébuchet. Le château tombe entre leurs mains au début du mois de septembre, mais Rhys ap Maredudd parvient à s'échapper avec sa famille et la majeure partie de la garnison. Il prend par surprise le château de Newcastle Emlyn le 2 novembre et mène une expédition de pillage à Llandovery deux jours plus tard. Les Anglais mettent quelques semaines à réagir et assiègent sa nouvelle base à partir de la fin décembre. Il leur faut un attelage de plusieurs dizaines de bœufs pour transporter leur trébuchet depuis Dryslwyn via Aberteifi. Le château finit par tomber le 20 janvier 1288, dix jours après l'arrivée de l'engin de siège,.
Rhys ap Maredudd échappe encore une fois aux Anglais, qui le traitent en hors-la-loi et offrent une récompense pour sa capture. La rumeur affirme qu'il envisage de prendre la mer pour se réfugier en Irlande, sur les terres du comte de Gloucester, en attendant de pouvoir plaider sa cause devant Édouard Ier à son retour de Gascogne. En réalité, il reste dans l'Ystrad Tywi et finit par être capturé le 2 avril 1292, trahi par les quatre fils de Madog ab Arawdr. Il est mis aux fers et envoyé à York. Reconnu coupable de meurtre, d'incendie criminel, de vol et de destruction de châteaux royaux, il est traîné et pendu le 2 juin.
Les Anglais dépensent plus de 10 000 £ pour mater la rébellion de Rhys ap Maredudd, dont une grande partie provient de prêts consentis par des banquiers italiens. L'historien Michael Prestwich estime qu'ils font preuve d'un excès de zèle en levant des troupes bien plus nombreuses qu'il n'aurait fallu pour venir à bout du prince gallois.

## Mariage et descendance
Rhys ap Maredudd épouse en 1285 Ada de Hastings, fille du baron Henry de Hastings et sœur de John Hastings, seigneur d'Abergavenny. Ils ont un fils, Rhys ap Rhys, arrêté après la mort de son père et emprisonné au château de Bristol (en), puis au château de Norwich, où sa présence est encore attestée en 1340.